# Osvojování jazyka
Osvojování jazyka je proces, při kterém lidé získávají schopnost vnímat, produkovat a používat slova za účelem dorozumění a komunikace. Tato schopnost zahrnuje nabývání rozličných dílčích schopností včetně syntaxe, fonetiky a rozsáhlé slovní zásoby. Jednat se může jak o jazyk mluvený, tak o jazyk znakový. Osvojování jazyka se zpravidla vztahuje k prvnímu jazyku, tedy osvojování rodného jazyka v dětském věku, spíše než k osvojování druhého jazyka, o kterém se hovoří v souvislosti s dalšími jazyky, ať už v dětském nebo dospělém věku.
Schopnost osvojit si a používat jazyk je základním rysem, který odlišuje lidské tvory od ostatních živých tvorů. I když mezi zvířaty existuje mnoho forem komunikace, jedná se o omezené množství syntakticky neuspořádaných výrazů, které postrádají kulturní variace.
V rámci pochopení osvojování jazyka je stěžejní porozumět, jakým způsobem nabývají děti těchto schopností na základě zdánlivě nepatrných podnětů. Za účelem vysvětlení tohoto jevu bylo vytvořeno velké množství teorií včetně innatismu, podle kterého se děti rodí určitým způsobem připravené tyto schopnosti získat. Oproti tomu jiné teorie popisují tento jev jako výsledek pouhého učení.

## Základní přístupy

### Teorie sociální interakce
Teorie sociální interakce zahrnuje množství hypotéz týkajících se osvojování jazyka. Tyto hypotézy se zabývají psanými, mluvenými, nebo vizuálními sociálními nástroji, které se skládají z ucelených systémů symbolů a pravidel týkajících se osvojování jazyka a jeho rozvoje. Teorie sociální interakce je založena na kompromisu mezi vlivem přírody a výchovy. Po mnoho let se psychologové a vědci snažili vyřešit tuto otázku – jaké jazykové chování je dáno přírodou od narození a jaké chování je zapříčiněno interakcí s okolním prostředím, tedy výchovou.

### Teorie vztažných rámců
Teorie vztažných rámců (Hayes, Barnes-Holmes, Roche, 2001) pojednává o původu a rozvoji jazykových kompetencí jednoznačně v souvislosti s učením. Tato teorie čerpá ze Skinnerova behaviorismu a tvrdí, že děti si osvojují jazyk výhradně prostřednictvím interakce s okolním prostředím.

### Emergentismus
Teorie emergentismu jako například MacWhinneyho kompetitivní model tvrdí, že osvojování jazyka je kognitivní proces, který vzniká interakcí biologických vlivů a vlivu prostředí.

## Syntax

### Generativismus
Generativní gramatika, která je spojovaná především s prací Noama Chomského, představuje v současnosti jeden z hlavních přístupů k osvojování syntaxe u dětí. Hlavní myšlenkou tohoto přístupu je, že lidská biologická podstata u dítěte během osvojování jazyka značně zužuje „prostor pro hypotézy“. V rámci přístupu zvaného „pravidla a parametry“, který byl z velké části formulován Noamem Chomskym a Howardem Lasnikem, se osvojování syntaxe podobá výběru z menu: lidský mozek má k dispozici limitovanou sérii možností a dítě si vybírá správné možnosti s využitím mluvy rodičů v kombinaci s kontextem.
Dle Chomského je vývoj řeči vymezen geneticky – došel k závěru, že existuje jakási univerzální gramatika, která je vrozená a nikoli naučená během života – člověk se rodí se základní gramatickou šablonou, do které snadno zapadne jakýkoli světový jazyk.

### Empiricismus
Od 50. let 20. století se vyskytlo mnoho kritiky základních hypotéz, se kterými generativní teorie přišla. Kritikové tvrdí, že koncept mozkového aparátu (language acquisition device) se rozchází s evoluční antropologií, podle které se lidský mozek a hlasivky postupně přizpůsobovaly k používání řeči, a která je pravděpodobnější než možnost, že by došlo k náhlému vytvoření kompletního systému binárních parametrů vymezujících celé spektrum možných gramatik, které kdy existovaly, nebo budou existovat. (Binární parametry jsou běžné u digitálních počítačů, ale jak se ukázalo, není tomu tak v případě neurologických systémů jaký představuje například lidský mozek.)

#### Statistické učení
Někteří vědci, kteří se zabývali výzkumem v oblasti osvojování jazyka jako Elissa Newportová, Richard Aslin a Jenny Saffranová věří, že osvojování jazyka je založeno na obecných mechanismech učení, konkrétně na statistickém učení. Kolektivistické modely, které umožňují úspěšně se učit slovům a syntaktickým konvencím, podporují prognózy teorií statistického učení. Také empirické studie zaměřené na učení se slovům a syntaxi u dětí hovoří ve prospěch těchto teorií.

#### Kouskování
Teorie kouskování (chunking theories) představují skupinu teorií souvisejících s teoriemi statistického učení, jelikož předpokládají, že podněty okolního prostředí hrají zásadní roli. Nicméně usuzují, že mechanismy učení jsou odlišné. Ústřední myšlenka těchto teorií je, že k vývoji jazyka dochází prostřednictvím přírůstkového osvojování základních smysluplných prvků, jako jsou slova, fonémy nebo slabiky. Tento přístup nedávno slavil úspěch při napodobení několika jevů při osvojování syntaktických kategorií a osvojování fonologických znalostí. Tento přístup se vyznačuje několika specifickými rysy: modely jsou implementované jako počítačové programy, které umožňují přesné prognózy; učí se z přirozených podnětů, jako jsou skutečné promluvy dětí; produkují skutečné promluvy, které mohou být srovnány s promluvami dětí; a podařilo se jim napodobit jevy v několika jazycích včetně angličtiny, španělštiny a němčiny.

## Osvojování druhého jazyka
Průkopníkem teorie osvojování druhého (nemateřského) jazyka se v 70. a 80. letech 20. století stal lingvista Stephen D. Krashen. Ten na toto téma formuloval pět základních hypotéz, které později daly vzniknout souhrnné teorii pod názvem Model monitoru. Přestože se tato teorie v průběhu let nevyhnula ostré kritice a v současnosti může být považována za poněkud zastaralou, její dopad na poli zkoumání osvojování druhého jazyka je nezpochybnitelný, podobně jako její intuitivní přístup a široká aplikovatelnost.

## Osvojování slovní zásoby
Schopnost učit se začlenit výslovnost nových slov záleží na schopnosti opakovat mluvený projev. Děti se sníženou schopností opakovat neexistující slova (ukazatel schopnosti opakovat výrazy) rozšiřují svou slovní zásobu pomaleji, než děti, pro které je tento úkol snadný. Doposud bylo navrženo několik výpočetních modelů osvojování slovní zásoby.